# Eva Husson
Eva Husson (Le Havre, 1977) é uma cineasta e roteirista francesa.